# Uprowadzenie Agaty
Uprowadzenie Agaty – polski melodramat z 1993 roku w reżyserii Marka Piwowskiego. Zdjęcia kręcono w Warszawie, Piotrkowie Trybunalskim i w tunelu kolejowym we wsi Uniejów-Rędziny.

## Twórcy filmu
- Scenariusz i reżyseria: Marek Piwowski
- Produkcja: firma Lwa Rywina Heritage Films i spółka Tor International
- Zdjęcia: Andrzej Jaroszewicz
- Muzyka: Seweryn Krajewski

## Obsada
- Karolina Rosińska − jako Agata
- Sławomir Federowicz − jako Cygan
- Jerzy Stuhr − jako ojciec Agaty
- Pola Raksa − jako matka Agaty
- Jacek Braciak − jako Oskar, były narzeczony Agaty
- Grzegorz Kowalczyk − jako Winicjusz
- Janusz Rewiński − jako ojciec Oskara
- Marek Piwowski − jako ojciec Cygana
- Zbigniew Buczkowski − jako policjant
- Cezary Pazura − jako policjant, któremu skradziono motor
- Wojciech Mann − jako dowódca strajkujących policjantów
- Krzysztof Materna − jako lekarz psychiatra
- Tomasz Sapryk − jako kolega Cygana z celi
- Artur Pontek − jako rudy filmowiec
- Tadeusz Hanusek − jako spowiednik Agaty
- Katarzyna Butowtt − jako żona wiceministra
- Jerzy Gudejko − jako dziennikarz TV

## Fabuła
Cygan postanawia uciec z więzienia, choć za tydzień ma wyjść na wolność. Zaskoczonym współwięźniom tłumaczy, że nie może stracić tego tygodnia, bo może się on okazać najlepszym w jego życiu. Poza tym jest wiosna i on się zakochał, chociaż jeszcze nie wie w kim. Tymczasem Agata, córka ważnego polityka, po raz pierwszy w życiu wyrusza na wakacje bez rodziców. Wybiera się z dwoma kolegami ich luksusowym samochodem. Cygan i Agata poznają się na stacji benzynowej. Zakochują się w sobie ze wzajemnością, jednak rodzice dziewczyny nie zgadzają się na ten związek. Robią wszystko, żeby młodzi nie mogli być ze sobą razem. Dziewczyna ląduje w zakładzie psychiatrycznym, a chłopak jest ścigany przez policję. Wszystko to sprawia, że Agata i Cygan postanawiają razem uciec, ukryć się przed rodzicami dziewczyny i wziąć cygański ślub. Historia kończy się tragicznie. Cygan postanawia poślubić Agatę w ceremonii braterstwa krwi w otoczeniu bezdomnych. Po wyciągnięciu noża do nacięcia palców zostaje zastrzelony przez policyjnego snajpera.

## Kontrowersje
W recenzjach film opisywano jako oparty na historii Macieja Malisiewicza i Moniki, córki wicemarszałka Sejmu Andrzeja Kerna. Historia ucieczki Moniki została nagłośniona w 1992 roku przez reportaż „Mezalians” Jacka Hugo-Badera w „Gazecie Wyborczej”. Ze względu na przerysowanie w filmie negatywnej roli ojca (prawicowego polityka) media sugerowały, że nakręcony w ciągu trzech miesięcy (po 17 latach przerwy w tworzeniu filmów przez Piwowskiego) film powstał na polityczne zamówienie. Film miał premierę zaledwie miesiąc przed wyborami parlamentarnymi, z udziału w których zrezygnował Kern, wcześniej popularny polityk PC. Producentem filmu był związany z lewicą Lew Rywin. Zarówno Piwowski, jak i Rywin byli wcześniej tajnymi współpracownikami SB. 
W wywiadzie dla „Dziennika Łódzkiego” sama Monika Kern stwierdziła: „Ten film jest zresztą luźno związany z moją historią”, a przedstawienie w mediach „afery” nazwała „gigantyczną manipulacją”.

## Nagrody
- 1994 – Karolina Rosińska Katowice (Video Forum) – nagroda „Video Business” dla najpopularniejszej aktorki polskich filmów video